# 積丹岬
積丹岬（しゃこたんみさき）は、北海道西部、積丹半島の北端にあたる岬。沿岸一帯はニセコ積丹小樽海岸国定公園に指定されている。西方には神威岬（かむいみさき）、東方には黄金岬がある。

## 概要
一帯は断崖絶壁が連続しており、唯一波打ち際まで下りられる島武意海岸は日本の渚百選に選ばれている。断崖が続く地形は、日本海の荒波によって鮮新世の集塊岩が長年にわたって削られたものである。展望台が点在しており女郎子岩（じょろうこいわ）などの奇岩がある。
源義経にまつわる伝説として、神威岬にはチャレンカ伝説が残るが、積丹岬にもシララ伝説が残されている。この地の首長の娘のシララが義経と恋仲になったが、やがて義経一行は大陸へ船出し、立ちつくすシララが女郎子岩になったという。
海岸では岩場に営巣する海鳥が観察できることもある。野生生物も豊富で、特にトド、アザラシなどの大型海獣が多く観察される。

## ギャラリー

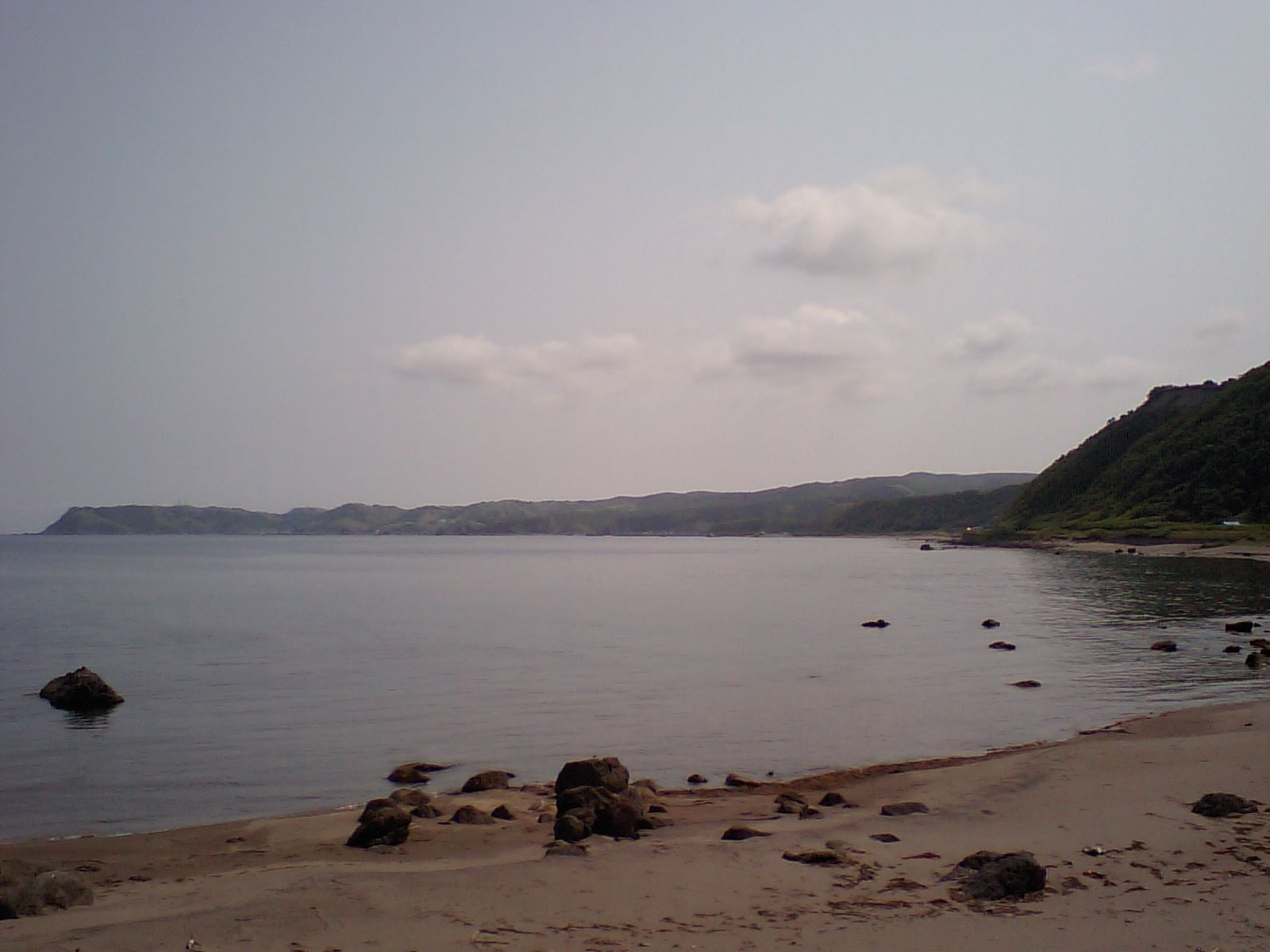
国道229号より積丹岬を望む
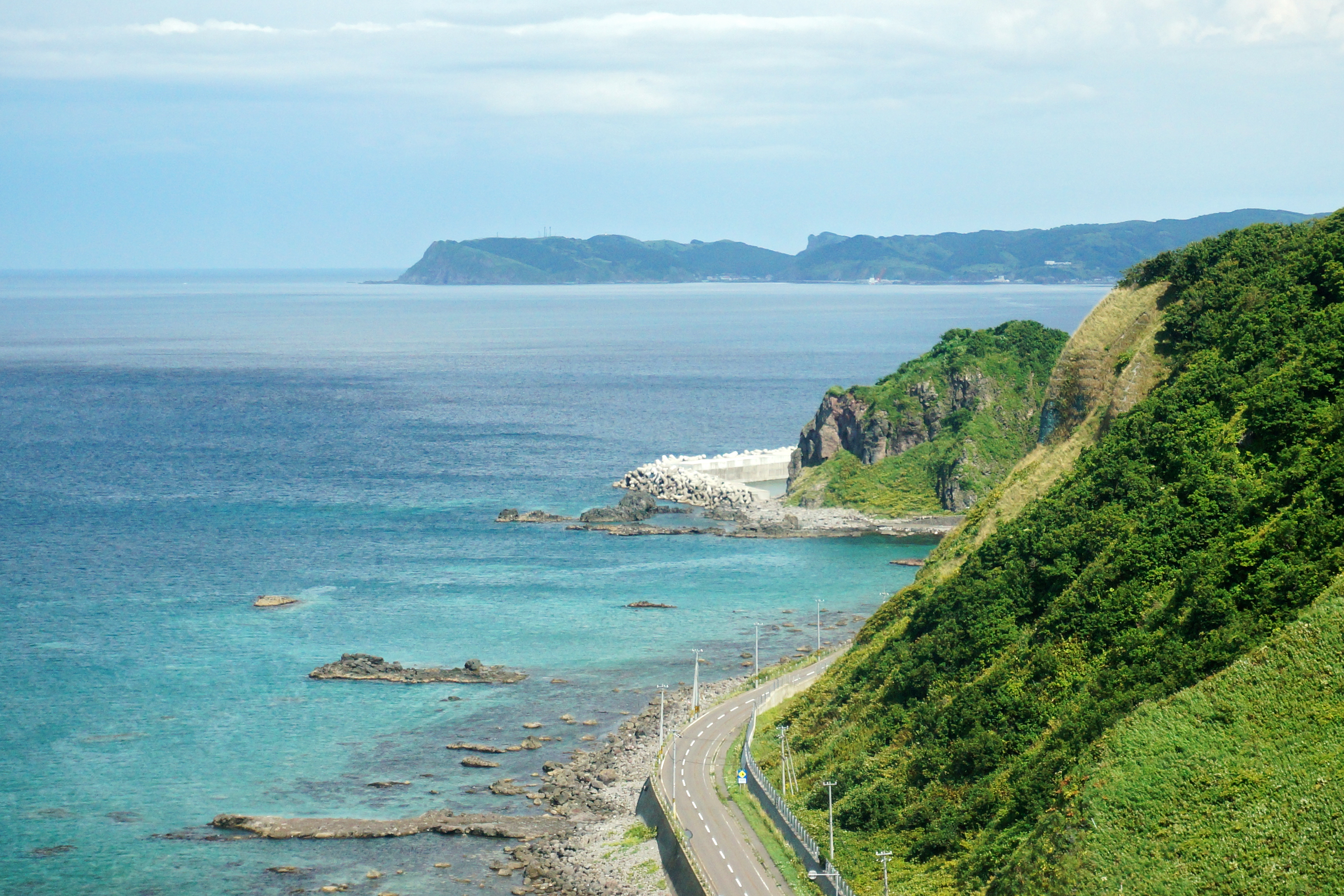
神威岬より積丹岬を望む